# Burrn!
Burrn! (Японский: バーン; Хепбёрн: Bān; стилизовано как BURRN!) — ежемесячный японский журнал для любителей хеви-метала, издаваемый с сентября 1984 года. Это главное издание о хэви-метале в стране. По состоянию на 2013 год он издается Shinko Music Entertainment в Токио. Статьи написаны на японском языке и в основном ориентированы на западных исполнителей, но обложки журнала преимущественно англоязычные.

## История
Несмотря на то, что это японский журнал, японские музыканты не изображались на обложке до январского номера 2016 года, когда на обложку попал Акира Такасаки. Сюда не входит отдельный журнал Burrn! Japan, который издавался с 1987 по 1990 год и был посвящен японским артистам, а затем был возобновлен в 2016 году. Говорят, что такой была политика главного редактора Burrn! Ко Сакаи с 1984 по 1993 год.
Metallion — специальный выпуск Burrn! впервые опубликованный в 1986 году и затем приостановленный в 1991 году. С 1999 года он публикуется нерегулярно.
В печально известном обзоре за ноябрь 1985 года Сакаи дал дебютному альбому Seikima II, Seikima-II ~ Akuma ga Kitarite Heavy Metal, оценку 0. В течение следующих 35 лет группа не поддерживала никаких контактов с Burrn!. В конце 2020 года нынешний главный редактор Кадзуо Хиросе отправился на выступление Seikima II и предложил взять у них интервью для журнала. Впоследствии они были представлены на обложке мартовского номера 2021 года и дали интервью.